# مينيرال ويلز
مينيرال ويلز (بالإنجليزية: Mineral Wells, Texas)‏ هي مدينة تقع بولاية تكساس في شمال شرق الولايات المتحدة. تبلغ مساحة هذه المدينة 54.9 (كم²)، وترتفع عن سطح البحر 269 م، بلغ عدد سكانها 16788 نسمة في عام 2010 حسب إحصاء مكتب تعداد الولايات المتحدة وتصل الكثافة السكانية فيها 316.8 نسمة/كم2.

## أعلام
- ميلي هيوز فولفورد
- آلفين غاريت
- ماك وايت
- كيفين رام

## وصلات خارجية
- MineralWellsTX.gov
- The US50 - Cities and Towns in Texas State